# Вільгельм Радлов
Фрідріх Вільгельм Радлов (нім. Friedrich Wilhelm Radloff, рос. Васи́лий Васи́льевич Ра́длов від , нар.5 (17) січня 1837 р., м. Берлін, Королівство Пруссія — пом.12 травня 1918 р., м. Петроград, РРФСР) — німецько-російський сходознавець-тюрколог, етнограф, археолог і педагог, один з піонерів порівняльно-історичного вивчення тюркських мов й народів. У 1865 р. виявив Пазирицьку культуру. Доктор філософії, таємний радник, автор близько 150 наукових праць.

## Життєпис
Народився в родині міського комісара поліції; був єдиним сином. Після закінчення гімназії вступив в 1854 р. на філософський факультет Берлінського університету. Спочатку захоплювався теологією, але потім зацікавився порівняльно-історичним мовознавством — слухав лекції Франца Бопа. Два семестри слухав в Галле-Віттенберзькому університеті лекції А. Ф. Пота про індоєвропєїстику та історичну фонетику. Захопившись сходознавством, став учнем географа Карла Рітера, брав уроки східних мов у Хеймана Штейнталя і Вільгельма Шота. Під впливом останнього у молодого Радлова сформувався інтерес до уральських й алтайських мов, і він вирішив відправитися в Росію з метою їх вивчення. Для чого він став вивчати російську мову.
20 травня 1858 р. Радлов захистив в Єнському університеті дисертацію за темою «Про вплив релігії на народи Азії» й здобув ступінь доктора філософії.
У червні 1858 р. Радлов прибув до м. Санкт-Петербурга для занять при Азійському музеї, маючи при собі рекомендаційний лист від В. Шота. Деякий час заробляв на життя приватними уроками. У Петербурзі він зустрівся з російським дипломатом бароном Пітером фон Мейєндорфом, який запропонував йому зайняти місце викладача німецької та латинської мов в Барнаульскому гірничому училищі, що перетворювалося тоді на гімназію. Це дозволило Радлову вивчати мови Алтаю безпосередньо в мовному середовищі. Він склавши 19 березня 1859 р. іспит на звання вчителя німецької мови в гімназіях і 11 травня того ж року прийнявши присягу на вірність й підданство Російській імперії, після трьох днів, 14 травня, отримав офіційне призначення в м. Барнаул. За ним пішла його наречена, народна вчителька Пауліна Августівна Фром, з якою він заручився ще в Німеччині. Від того часу Фрідріх Вільгельм Радлов став іменуватися Василем Васильовичем Радловим.

### Барнаул і Алтай
На Алтаї Радлов почав цілеспрямовано вивчав місцеві тюркські мови, фольклор та історію. Влітку 1860 р. він використовував свою відпустку для поїздки в Бійськ, де збирав мовний матеріал в польових умовах. Йому вдалося переконати зайсана надіслати з Алтаю в Барнаул місцевого жителя для занять з ним мовою. Вдень Радлов викладав в окружному гірському училищі, а вечорами займався вивченням. Протягом зими 1860—1861 рр. він досить просунувся в освоєнні розмовної мови для того, щоби спілкуватися з місцевими жителями під час щорічних літніх поїздок. Аналогічним чином він опановував й інші місцеві говірки.
У Барнаулі Радлов одружився з Пауліною Фром, котра була його нареченою з 1858 р.; там само у них народилося 5 дітей. У сім'ї дотримувалися лютеранських традицій.
Згодом Радлова вдалося побувати в Середній Азії і розширити коло досліджуваних мов. Після закінчення п'ятирічного терміну відрядження вчений відправився в Петербург, щоби продовжити право на відрядження. Задля досягнення цього йому допомогла відома фрейліна Едіт фон Раден. Перебування в Петербурзі він використовував для розширення наукових знайомств.
Повернувшись в Барнаул, Радлов продовжив свої поїздки у краї і польові дослідження. Всього за період свого перебування на Алтаї він зробив десять щорічних (з перервою в 1864 р.) поїздок до алтайців, телеутів, шорців, кумандинців, тувинців, казахів, киргизів, абаканських татар (хакасів), західно-сибірських татар, китайців. Крім того, з 1866 р. він почав публікувати результати своїх студій. У тому році вийшов перший том його праці «Зразки народної літератури тюркських племен …» (рос. Образцы народной литературы тюркских племен…), зібрання текстів на тюркських мовах з німецьким перекладом. Другий том вийшов в 1868 р, а третій — в 1870. Це було за охопленням лінгвістичного і фольклорного матеріалу видатне видання, яке відразу ж прославило В. В. Радлова в науковому світі. До 1896 р. було видано ще чотири томи.
У 1870 р. записав і опублікував твір казахського фольклору «Акбала» в книзі «Зразки народної літератури тюркських племен, які живуть в Південному Сибіру та в Джунгарському степу» (рос. Образцы народной литературы тюркских племен, живущих в Южной Сибири и Джунгарской степи). У творі розповідається про нещасну любов дівчини Акбали та юнаки Боздака.
Крім досліджень мови й фольклору, Радлов займався археологічними розкопками на Алтаї, в Барабинському і Киргизькому степу, в Мінусинській улоговині, у різних районах Середньої Азії. У 1863—1869 рр. за його участі було розкопано близько 150 курганів, в тому числі всесвітньо відомий «Великий Катандинський курган». За висновком фахівців, Радлов вів свої археологічні розкопки на високому професійному рівні, зразковому для того часу. Він сам розробляв нові прийоми вивчення стародавніх пам'ятників, прагнув до вдосконалення вже існуючих.
На Алтаї Радлов сформувався як тюрколог-універсал, так само глибоко цікавився діалектологією, лексикографією, лексикологією, порівняльною та історичною фонетикою, граматикою тюркських мов, етнографією і археологією, фольклором та історією народів Алтаю і Західного Сибіру.

### Казань
У 1871 р. Радлов дорогою у м. Санкт-Петербург зупинився в м. Казані, де отримав запрошення зайняти місце інспектора татарських, башкирських і киргизьких мусульманських шкіл Казанського навчального округу. Ініціатива призначення на цю посаду походила від сходознавця М. І. Ільмінський, який обіймав тоді посаду професора турецько-татарської мови в Казанському університеті.
У Петербурзі Радлову успішно вирішити організаційні питання сприяли міністр народної освіти Д. А. Толстой та голова Державної Ради Російської імперії великий князь Костянтин Миколайович. Радлов отримав призначення в Казань, виклопотав для себе наукове відрядження в Берлін для отримання нового досвіду й придбання навчальних посібників для праці в Казані, відвідав своїх батьків.
Взимку 1872 р. Радлов почав виконання обов'язків в Казанському навчальному окрузі. Він займався установою учительської семінарії, відкриттям жіночої школи, сам брав участь в написанні і редагуванні шкільних підручників.
Паралельно він вивчав тюркські мови Поволжя, брав участь в діяльності «Товариства любителів природознавства, антропології та етнографії» при Казанському університеті, також опублікував шерег праць. У загаданому університеті Радлов познайомився з видатним лінгвістом І. О. Бодуеном де Куртене.

### Санкт-Петербург— Петроград
Наприкінці 1884 р. Радлов повернувся до м. Петербурга.
М. І. Ільмінскій, колишній член-кореспондент Імператорської академії наук з 1870 р. отримав запрошення балотуватися в академіки, але відмовився від цієї честі за особистими обставинами і рекомендував кандидатуру Радлова. Не виключено, що одним з мотивів Ільмінського, консерватора і прихильника Побєдоносцева К. П., було невдоволення зростаючим впливом Радлова в Казані. Розглянувши цю пропозицію, Академія погодилася з ним. 7 листопада 1884 р. Радлов був обраний ординарним академіком Імператорської Академії наук у частині історії та старожитностей азійських народів. Незабаром він був призначений директором Азійського музею; на цій посаді пропрацював до 1890 р..
В Академії Радлов зіткнувся з антинімецькими настроями колег. Їх пропагандою займався, мабуть, В. Д. Смирнов, який опублікував незадовго до цього вкрай негативну рецензію на радловську «Порівняльну граматику» (рос. Сравнительная грамматика), в якій звинуватив автора в плагіаті, несумлінному використанні матеріалів, зібраних раніше російськими місіонерами.

### Праця в Імператорській академії наук
У Петербурзі Радлов продовжував вести подальші дослідження тюркських мов і культур, видав велику кількість робіт та кілька пам'ятників, продовжував займатися науковими поїздками й експедиціями. У 1886 р. він здійснив поїздку до Криму для вивчення мови кримських татар, а в 1887 р. — в Литву і Волинь для дослідження мови караїмів.
Саме Радлов організував й очолив знамениту Орхонську експедицію до Монголії (1891), в ході якої були відкриті орхоно-єнисейські рунічні написи. Радлову вдалося знайти ключ до читання більш десяти знаків, однак першість у дешифруванні належить данському лінгвістові Вільгельму Томсену, який оголосив в 1893 р. про остаточне дешифрування писемності. У 1894 р. Радлов, ґрунтуючись на своїх і томсеновських розробках, завершив переклад та здійснив публікацію орхонських пам'ятників. Рік по тому, в 1895 р., використовуючи крім своїх матеріалів дані фінських експедицій, він опублікував переклади 40 єнисейських написів. З 1892 р. до 1903 р. було опубліковано п'ятнадцять випусків «Збірника праць Орхонської експедиції» (рос. Сборник трудов Орхонской экспедиции).
У 1898 р. він організував Турфанську експедицію (Центральна Азія) на чолі з Д. О. Клеменцем. Він же першим почав вивчення й публікацію виявлених Клеменцем давньоуйгурських пам'ятників. Велике значення для розвитку вітчизняного уйгуроведення мало підготовлене і здійснене Радлова видання уйгурського тексту Сутри золотого блиску.
У 1899 р. Радлов опублікував транскрипцію й переклад напису на стелі в честь Тоньюкука, радника і соратника тюркського кагана Кутлуга (682—693 рр.).
У березні 1903 р. він виступив одним з ініціаторів створення Російського комітету з вивчення Середньої та Східної Азії, обов'язки голови якого він виконував аж до самої своєї смерті, 1918 р.. Комітет організував ряд експедицій до Сибіру, що збагатили колекції Музею антропології та етнографії. Паралельно він очолював правління Товариства вивчення Сибіру і поліпшення побуту її народів, активно брав участь в роботі Імператорського Російського географічного товариства, Товариства російських орієнталістів, Імператорського товариства сходознавства та ін..
Хоча Радлов офіційно не викладав на факультеті східних мов Петербурзького університету, однак він вів приватні заняття зі сходознавцями, особливо з тюркологами. Багато зарубіжних наукових асоціацій, товариств й університетів вважали В. В. Радлова почесним членом, він був удостоєний численних вітчизняних і закородонних нагород. У 1912 р. було урочисто відзначено 75-річчя ювілею вченого.

### Керування Музеєм антропології та етнографії
У 1894 р. помер академік Л. І. Шренка, перший директор МАЕ, і в Імператорській Академії наук виникла складна ситуація в зв'язку з заповненням вакансії. Фізико-математичне відділення Академії, в чиї функції перш входило обрання директора Музею, не змогло запропонувати гідної кандидатури. 16 березня на об'єднаному засіданні фізико-математичного та історико-філологічного відділень, що відбувалося під головуванням президента Імператорської Академії наук великого князя Костянтина Костянтиновича, було вирішено доручити вибори нового директора МАЕ історико-філологічному відділенню. У той же день останнім шляхом виборів доручив академіку В. В. Радлова очолити Музей. До того Радлов шість років обіймав посаду директора Азійського музею і мав досвід організації музейної роботи.
Радлов вніс значний внесок у розвиток музею. Новий директор залучив до роботи в МАЕ і до збору колекцій багатьох відомих фахівців з етнографії Сибіру й Сходу — Б. Ф. Адлера, Л. Я. Штернберга, С. М. Шірокогорова і багатьох інших. Серед осіб, запрошених Радловим до співпраці, було чимало колишніх «політичних», які перебували на поганому рахунку через свої зв'язки з антимонархічним рухом: В. Г. Богораз, В. І. Іохельсон, Д. О. Клеменц, В. М. Васильєв. За роки керівництва Радловим штат музейних співробітників значно зріс.
Особливу увагу він приділяв цілеспрямованому формуванню музейних колекцій відповідно народу, раніше не представленими в МАЕ. Дарителями виступали мандрівники (в тому числі М. М. Пржевальський), колекціонери, державні службовці. З метою заохочення дарувальників Радлов домагався нагородження їх орденами або підвищення їх в чині. Так, царськими орденами були нагороджені кяхтські купці першої гільдії Лушніков і Осокін. При Радлові почав здійснюватися обмін колекціями і окремими експонатами із зарубіжними етнографічними музеями.
Радлов активно використовував своє високе становище у суспільстві для задоволення потреб Музею. Будучи таємним радником, він не соромився, за його свідченням, «антишамбрувать» (від фр. Antichambre, «передня, приймальня»), тобто чекати черги в приймальних високопоставлених осіб, подавати в різні інстанції доповідні записки з проханнями. Саме Радлов, скориставшись підготовкою до святкування 200-річчя Санкт-Петербурга, домігся перенесення в МАЕ з Ермітажу Галереї Петра I і перейменування Музею в Музей антропології й етнографії імені Петра Великого, що зміцнило авторитет і становище установи. 5 березня 1914 р. Музей на запрошення Радлова відвідав імператор Микола II.
З метою фінансування МАЕ для придбання колекцій в країні і за кордоном, а також поліпшення умов зберігання предметів й організації нових виставок, Радлов виступив з ініціативою створення Опікунської ради, до складу якої увійшло багато заможних осіб. Так, на кошти члена ради В. Шотлендера був добудований третій поверх музейного будівлі. Інший член ради, Б. Ігнатьєв фінансував в 1914 р. наукову експедицію подружжя Мерварт в Індію.
Радлов приділяв велику увагу реєстрації старих колекцій та новим надходженням. За прикладом Копенгагенського Музею в МАЕ була введена система подвійної нумерації: при реєстрації кожен експонат отримував одночасно колекційний та порядковий номер, до того ж останній внаслідок складності предмету міг супроводжуватися додатковими індексами. До реєстрації залучалися без винятку всі штатні й позаштатні співробітники Музею; сам директор теж займався реєстрацією колекцій. Власні експедиційні збори і отримані подарунки він завжди передавав в МАЕ (колекції № 429, 451, 1033, 1489 і ін.). У 1902 р. Радлов поклав початок бібліотеці МАЕ, подарувавши Музею своє велике книжкове зібрання.
З 1900 р. МАЕ став випускати власне друковане видання — «Збірник музею антропології та етнографії» (рос. Сборник музея антропологии и этнографии). До 1910 р. виставкові площі Музею виросли в 4 рази, що дало можливість відкривати нові експозиції.
До своєї смерті Радлов продовжував працювати для розвитку Музею. Він будував грандіозні плани зі створення Державного музею антропології, етнографії та археології, підготувавши з цього питання ґрунтовну записку.
Консультував створення знаменитої серії порцелянових статуеток «Народності Росії» (рос. Народности России).

### Поховання й вшанування
По смерті був похований на лютеранській частині Смоленського кладовища. Як зазначено в некролозі відомий антрополог і етнограф Шірокогоров, «в особі Василя Васильовича російська наука втратила одного з найяскравіших своїх представників».
20 травня 1918 р. вчений персонал МАЕ вшанував пам'ять В. В. Радлова на надзвичайному засіданні. Було вирішено щорічно в день його народження, 5 січня (за старим стилем), «влаштовувати річну нараду, присвячену підсумкам роботи Музею за минулий рік та вироблення плану музейної та науково-видавничої діяльності майбутнього року. До цього дня бажано приурочувати подання в рукописах робіт, призначених для найближчого тому „Збірника Музею …“. На всіх томах і випусках цього видання вказувати, що він заснований В. В. Радловим…, влаштовувати періодичні вечори з присвоєнням їм найменувань „Радловських“, що могли б відвідувати й особи, які не належать до музейної корпорації, але цікавляться етнографією і сходознавством, для наукового обміну думками в зазначених областях знань… Введені В. В. Радловим у практику Музею періодичні наради співробітників як важливий засіб наукового спілкування й дружньої узгодженої праці повинні бути збережені та отримати свій подальший розвиток».
Цее рішення, однак, виконувалося недовго. В епоху панування «нового вчення про мову» наукова діяльність Радлова як не піднявшийся «вище рівня буржуазних вчених царської Росії» багатьма оцінювалося вельми критично.
З 2002 р. в МАЕ щорічно проводяться (як правило, в грудні) триденні «Радловські читання», що збирають етнографів, антропологів, фольклористів та музеєзнавців, котрі працюють з найрізноманітнішим (не тільки тюркським або сибірським) матеріалом. Видаються матеріали конференції.
Іменем Радлова названа вулиця в Барнаулі і в місті Алма-Аті, а також німецька школа в Астані.

## Праці
- (рос.)(нім.)Proben der Volkslitteratur der turkischen Stamme Südsibirien (Образцы народной литературы тюркских племен, живущих в Южной Сибири и Джунгарской степи), тексты и немецкий перевод; СПб., 1866—1896, 7 т;
- Vergliechende Grammatik der nordlichen Turksprachen. Th. I. Phonetik. (Сравнительная грамматика северных тюркских языков. Т. I. Фонетика), Лейпциг, 1882—1883;
- Worterbuch der Kinai-Sprache (Словарь кинайского языка), СПб., 1874;
- Анализ болгарских числительных имен, в известиях Албекри и др. авторов (1878),
- Die Lautalternation und ihre Bedeutung für die Sprachenentwickelung (Гармония гласных и её значение для развития языков; в «Verhandlungen des funften internationalen Orientalisten Congress»), Берлин, 1882;
- Zur Sprache der Komanen (О языке куманов; в «Internationale Zeitschrift fur allgemeine Sprachwissenschaft»), Лейпциг, 1884—1885;
- Versuch eines Wörterbuches der Türkdialecte, (СПб., 1888 и сл.) / Опыт словаря тюркских наречий. т. I—IV. СПб., 1888—1911.
- Die altturkischen Inschriften der Mongolei (Древнетюркские надписи Монголии), вып. 1 и 2, СПб., 1894, 1899;
- Observations sur les Kirghis (Заметки о киргизах), Париж, 1864;
- Мифология и миросозерцание жителей Алтая («Восточное Обозрение», 1882, № 7 и 8, 1883, № 8),
- Ethnographische Übersicht der Turkstamme Sibiriens und der Mongolei (Этнографический обзор тюркских племён Сибири и Монголии), Лейпциг, 1884;
- Aus Sibirien (Из Сибири), Лейпциг, 1884 (русский перевод 1989);
- Das Schamanemtum und seine Kultus (Шаманство и его культ), Лейпциг, 1885;
- Сибирские древности (в «Материалах по археологии России, издаваемых Императорской археологической комиссией»), СПб., 1888;
- Altas der Altertumer der Mongolei (Атлас монгольських старожитностей), СПб., 1892.